# Atletismo nos Jogos Pan-Americanos de 1995 - 10000 m masculino
A prova dos 10000 m masculino nos Jogos Pan-Americanos de 1995 foi realizada em 18 de março, no Estádio Atlético "Justo Roman".

## Medalhistas
| Ouro                           | Prata                          | Bronze                      |
| Armando Quintanilla MEX México | Valdenor dos Santos BRA Brasil | Ronaldo da Costa BRA Brasil |

### Final
| Posição           | Nome                | Nacionalidade      | Tempo    | Notas |
| ----------------- | ------------------- | ------------------ | -------- | ----- |
| Medalha de ouro   | Armando Quintanilla | MEX México         | 28:57.41 |       |
| Medalha de prata  | Valdenor dos Santos | BRA Brasil         | 29:04.79 |       |
| Medalha de bronze | Ronaldo da Costa    | BRA Brasil         | 29:07.68 |       |
| 4                 | Jorge Marquez       | MEX México         | 29:08.69 |       |
| 5                 | Steve Plasencia     | USA Estados Unidos | 29:10.33 |       |
| 6                 | Silvio Guerra       | ECU Equador        | 29:12.65 |       |
| 7                 | Antonio Silio       | ARG Argentina      | 29:44.61 |       |
| 8                 | Chris Fox           | USA Estados Unidos | 29:56.54 |       |